# 7 июля
7 июля — 188-й день года (189-й в високосные годы) по григорианскому календарю.
До конца года остаётся 177 дней.
До 15 октября 1582 года — 7 июля по юлианскому календарю, с 15 октября 1582 года — 7 июля по григорианскому календарю.
В XX и XXI веках соответствует 24 июня по юлианскому календарю.

## Праздники и памятные дни
См. также: Категория:Праздники 7 июля

### Международные
- ООН — Всемирный день суахили

### Национальные
- Соломоновы Острова — День независимости
- Танзания — День сельского хозяйства[2]

### Народные
- Россия,  Беларусь,  Украина — Иван Купала.
- Япония — Танабата, или фестиваль Звёзд (национальный японский праздник любви)[3].

### Религиозные
Православные
- Рождество честного славного Пророка, Предтечи и Крестителя Господня Иоанна[6];
- память преподобного Антония Дымского (ок. 1224);
- память праведных отроков Иакова и Иоанна Менюжских (1566—1569);
- память семи братий мучеников Орентия, Фарнакия, Ероса, Фирмоса, Фирмина, Кириака и Лонгина (IV).

### Именины
- Католические: Венедикт, Кирилл, Мефодий.
- Православные: Антон (Антоний), Иван, Яков (Иаков).

## События
См. также: Категория:События 7 июля

### До XIX века
- 1438 — французский король Карл VII провозгласил Прагматическую санкцию, по которой утверждался приоритет королевской власти над властью папы римского.
- 1445 — в битве у Суздаля войско татарских царевичей Махмуда и Якуба, сыновей казанского хана Улу-Мухаммеда, наголову разбило рать великого князя Московского Василия II Тёмного, который был пленён, а великое княжение, в соответствии с древним порядком наследования, перешло к Дмитрию Шемяке.
- 1520 — несколько сотен раненых испанцев под командованием Эрнана Кортеса одержали крупную победу в Битве при Отумбе над многотысячной армией Ацтекской империи, предопределив её падение годом позже (по другим данным, 8 или 14 июля).
- 1575 — встретившиеся для переговоров о перемирии английский и шотландский отряды вступили в сражение, известное как Набег на Ридзвайр[англ.] и ставшее последним сражением между Шотландским и Английским королевствами.
- 1607 — впервые спет гимн Англии «God Save the King».
- 1668 — Исаак Ньютон получил степень магистра наук.
- 1754 — в Нью-Йорке открылся Королевский колледж (ныне Колумбийский университет).
- 1770 — победа русского флота под командованием адмирала Спиридова в Чесменской битве в русско-турецкой войне 1768—1774 гг..
- 1784 — первый в Австрии пилотируемый полёт на аэростате совершил Й. Стувер.
- 1798 — по итогам Дела XYZ Конгресс США аннулировал Американо-французский договор (1778), что стало началом Квазивойны.

### XIX век
- 1807 — заключение Тильзитского мира между Российской империей и наполеоновской Францией.
- 1835 — в России резко ограничена автономия университетов, все руководство — в руках попечителей.
- 1846 — США объявили об аннексии Калифорнии, которая тогда была частью Мексики.
- 1859 — в Петербурге открыт памятник Николаю I на Исаакиевской площади за авторством скульптора П. Клодта, архитектора О. Монферрана.
- 1881 — впервые напечатана сказка «Пиноккио» (Рим, «Журнал для детей»).
- 1891 — компания «Американ Экспресс» запатентовала дорожные чеки, послужившие прообразом современных кредитных карт.
- 1898 — конгресс США принял резолюцию об аннексии Гавайских островов.

### XX век
- 1906 — впервые в Великобритании прошли официальные соревнования воздухоплавателей.
- 1908 — началась «Юбилейная» экспедиция Арсеньева (1908—1910) — третья и самая масштабная из так называемых Сихотэ-Алиньских экспедиций В. К. Арсеньева.
- 1920 — в Антверпене начались VII Летние Олимпийские игры (официальная церемония открытия состоялась 14 августа).
- 1921 — в советской России разрешено создавать частные предприятия с численностью работающих более 20 человек.
- 1923
  - Образована Нагорно-Карабахская автономная область.
  - В Праге открыт украинский педагогический институт имени Драгоманова.
- 1925 — Сенат Южной Африки отклонил Закон о расовой дискриминации.
- 1932 — ленинградский научно-исследовательский институт молочной промышленности впервые в стране разработал способ переработки молока в порошок.
- 1937
  - Инцидент на мосту Лугоу недалеко от Пекина. Нападение японских войск на китайский гарнизон стало началом крупномасштабной агрессии Японии против Китая и послужило ещё одним шагом к началу Второй мировой войны.
  - Специальная Королевская комиссия предложила английскому правительству разделить Палестину на британскую, еврейскую и арабскую территории, которая позже должна присоединиться к Трансиордании.
- 1938 — в Ленинграде опытным телецентром показан в эфире двухчасовой концерт.
- 1940 — во Львове открыт литературный музей Ивана Франко.
- 1944 — Армия Крайова начала операцию «Острая брама» по освобождению Вильнюса от немецкой оккупации.
- 1946 — в Ленинграде открыт Московский парк Победы.
- 1947 — основано Всесоюзное общество по распространению политических и научных знаний, позже ставшее просто обществом «Знание».
- 1949 — ленинградский суд приговорил трёх публицистов журналов «Звезда» и «Ленинград» к десяти годам тюрьмы каждого за «антисоветские статьи».
- 1953 — на Пленуме ЦК КПСС завершилось слушание дела маршала Лаврентия Павловича Берии.
- 1956
  - Бундестагом ФРГ принят закон о всеобщей воинской обязанности.
  - Австрийские альпинисты Фриц Моравек, Ганс Вилленпарт, Зепп Ларх первыми поднялись на Гашербрум II.
- 1966 — преобразование рабочих посёлков Апатиты и Молодёжный в город Апатиты.
- 1968 — окончательно распалась группа «The Yardbirds», из осколков которой осенью образуется «Led Zeppelin».
- 1970 — подписан Договор о дружбе, сотрудничестве и взаимной помощи между СССР и Румынией.
- 1971 — свадьба Бьёрна Ульвеуса и Агнеты Фэльтскуг. Через три года они станут всемирно известны как члены шведского квартета «ABBA».
- 1974 — финал чемпионата мира по футболу 1974: в Мюнхене сборная ФРГ обыграла сборную Нидерландов со счётом 2:1.
- 1978 — Соломоновы Острова получили независимость от Великобритании.
- 1980 — первый перелёт через Ла-Манш самолёта на солнечных батареях.
- 1983 — приезд Саманты Смит в СССР.
- 1985 — Борис Беккер победил в Уимблдонском теннисном турнире, став самым молодым чемпионом (на тот момент ему было 17 лет 227 дней).
- 1986 — в куала-лумпурской тюрьме Пуду казнены австралийские контрабандисты Кевин Барлоу и Брайан Чеймберс.
- 1987 — начался суд над тремя руководителями Чернобыльской АЭС, которых обвинили во взрыве.
- 1989 — на совещании в Бухаресте Михаил Горбачёв заявил о праве социалистических стран на собственный путь развития.
- 1990 — в Риме впервые выступили вместе три выдающихся тенора современности — Лучано Паваротти, Пласидо Доминго и Хосе Каррерас.
- 1996 — Рихард Крайчек победил в Уимблдонском теннисном турнире.
- 1997
  - Девятая по объёму продаж компания розничной торговли «Montgomery Ward» объявила о банкротстве.
  - Разрушительное наводнение в Центральной Европе.

### XXI век
- 2002 — в Палестинской автономии введена в действие временная конституция, предусматривающая проведение некоторых из демократических реформ, на которых настаивает президент США Джордж Буш в качестве условия для создания палестинского государства.
- 2005 — серия террористических актов в лондонском метро и городских автобусах.
- 2007 — оглашение новых чудес света в Лиссабоне, Португалия. Празднование дня трёх семёрок.
- 2013 — дата создания южнокорейской группы BTS.
- 2017 — инцидент в аэропорту Сан-Франциско.
- 2022 — после правительственного кризиса премьер-министр Великобритании Борис Джонсон объявил об уходе в отставку

## Родились
См. также: Категория:Родившиеся 7 июля

### До XIX века
- 1053 — император Сиракава (ум. 1129), 72-й император Японии (1073—1087).
- 1119 — император Сутоку (ум. 1164), 75-й император Японии (1123—1142).
- 1207 — Елизавета Венгерская (ум. 1231), дочь венгерского короля Андраша II, католическая святая.
- 1528 — Анна Австрийская (ум. 1590), герцогиня Баварии.
- 1540 — Янош II Запольяи (ум. 1571), король Венгрии (1540—1570), князь Трансильвании (1570—1571).
- 1752 — Жозеф Мари Жаккар (ум. 1834), французский изобретатель ткацкого стана для узорчатых материй.
- 1766 — Филибер Гийом Дюэм (погиб 1815), французский генерал, граф.
- 1797 — имам Шамиль (ум. 1871), предводитель кавказских горцев, имам Северо-Кавказского имамата (1834—1859).

### XIX век
- 1841 — Владимир Тихомиров (ум. 1915), русский учёный-биолог и фармацевт, профессор Московского университета.
- 1843 — Камилло Гольджи (ум. 1926), итальянский физиолог, гистолог и патолог, лауреат Нобелевской премии по физиологии и медицине (1906).
- 1848 — Франсишку Родригеш Алвеш (ум. 1919), 5-й президент Бразилии (1902—1906).
- 1860 — Густав Малер (ум. 1911), австрийский композитор и дирижёр.
- 1861 — Нетти Стивенс (ум. 1912), американская женщина-биолог и генетик.
- 1863 — Владимир Дуров (ум. 1934), русский советский цирковой артист, дрессировщик, заслуженный артист Республики.
- 1882
  - Янка Купала (наст. имя Иван Доминикович Луцевич; ум. 1942), народный поэт Белоруссии, академик АН БССР и АН УССР.
  - Леон Орбели (ум. 1958), российский и советский физиолог, академик, один из создателей эволюционной физиологии.
- 1883 — Тойво Куула (ум. 1918), финский композитор и дирижёр.
- 1884 — Лион Фейхтвангер (ум. 1958), немецкий писатель еврейского происхождения.
- 1892 — Павел Корин (ум. 1967), русский советский живописец, монументалист, мастер портрета.
- 1893 — Мирослав Крлежа (ум. 1981), хорватский поэт, писатель и драматург.
- 1899 — Джордж Кьюкор (ум. 1983), американский кинорежиссёр и сценарист.
- 1900 — Мария Бард (покончила жизнь самоубийством в 1944), немецкая актриса немого кино.

### XX век
- 1901
  - Витторио Де Сика (ум. 1974), итальянский актёр и кинорежиссёр, обладатель четырёх «Оскаров».
  - Эйдзи Цубурая (ум. 1970), японский режиссёр спецэффектов.
- 1907 — Роберт Хайнлайн (ум. 1988), американский писатель-фантаст.
- 1908
  - Нина Дорлиак (ум. 1998), певица (сопрано), педагог, супруга Святослава Рихтера, народная артистка СССР.
  - Герберт Раппапорт (ум. 1983), советский кинорежиссёр и сценарист.
  - Малчи Белич (погибла в 1943), югославская антифашистка, Народный герой Югославии.
- 1909 — Готтфрид фон Крамм (ум. 1976), немецкий теннисист, один из сильнейших игроков мира в 1930-е годы, барон.
- 1911 — Джанкарло Менотти (ум. 2007), американский композитор итальянского происхождения, основоположник современной американской оперы.
- 1914 — Серафим Туликов (ум. 2004), композитор-песенник, пианист, народный артист СССР.
- 1915 — Роман Тихомиров (ум. 1984), советский музыкант, кинорежиссёр и сценарист, народный артист РСФСР.
- 1919 — Джон Пертви (ум. 1996), английский актёр, известен ролью Третьего Доктора в телесериале «Доктор Кто».
- 1922
  - Иван Лапиков (ум. 1993), актёр театра и кино, народный артист СССР.
  - Владимир Серёгин (погиб в 1968 вместе с Юрием Гагариным), лётчик-испытатель, Герой Советского Союза.
- 1924 — Наталья Бехтерева (ум. 2008), советский и российский нейрофизиолог, академик РАН.
- 1929 — Эдуард Павулс (ум. 2006), советский и латышский актёр театра и кино.
- 1930 — Биляна Плавшич, деятель сербского национального движения, президент Республики Сербской (1996—1998).
- 1932
  - Джо Завинул (ум. 2007), австрийский джазовый пианист и композитор.
  - Валентин Никулин (ум. 2005), актёр театра и кино, народный артист РСФСР.
- 1936
  - Юрий Осипов, советский и российский математик и физик, профессор, академик, бывший президент РАН (1991—2013).
  - Йо Зифферт (погиб в 1971), швейцарский автогонщик, пилот «Формулы-1».
- 1937 — Булат Мансуров (ум. 2011), туркменский и российский кинорежиссёр, сценарист и продюсер.
- 1938 — Ян Ассман (ум. 2024), немецкий египтолог, историк религии и культуры.
- 1939 — Елена Образцова (ум. 2015), оперная певица (меццо-сопрано), народная артистка СССР.
- 1940 — Ринго Старр, британский музыкант, барабанщик группы «The Beatles».
- 1941 — Виктор Агеев, советский боксёр, двукратный чемпион Европы в среднем весе, тренер, президент ФПБР.
- 1943 — Тото Кутуньо (ум. 2023), итальянский певец и композитор.
- 1945 — Элоиза Пинейру, прообраз героини песни Garota de Ipanema.
- 1947 — Гьянендра, 12-й и последний король Непала.
- 1949 — Шелли Дюваль, американская актриса кино и телевидения.
- 1951 — Ли Хунчжи, основатель и лидер духовного учения «Фалуньгун».
- 1953 — Коллин Кэмп, американская актриса и продюсер.
- 1954 — Сэнди Джонсон, американская актриса и фотомодель.
- 1962 — Жанна Агузарова, советская и российская певица.
- 1967 — Том Кристенсен, датский автогонщик, 9-кратный победитель гонки «24 часа Ле-Мана».
- 1968
  - Джорджа Фокс, американская актриса.
  - Эми Карлсон, американская телевизионная актриса.
- 1969 
  - Робин Вайгерт, американская актриса.
  - Джо Сакик, канадский хоккеист, олимпийский чемпион, чемпион мира, двукратный обладатель Кубка Стэнли.
  - Зильке Отто, немецкая саночница, двукратная олимпийская чемпионка, многократная чемпионка мира.
- 1970 — Эрик Цабель, немецкий велогонщик.
- 1971 — Дмитрий Кобылкин, российский государственный и политический деятель, губернатор Ямало-Ненецкого автономного округа (2010—2018), министр природных ресурсов и экологии Российской Федерации (2018—2020), депутат Государственной Думы Федерального Собрания Российской Федерации VIII созыва (с 2021).
- 1972 — Лиза Лесли, американская баскетболистка, 4-кратная олимпийская чемпионка, двукратная чемпионка мира.
- 1974
  - Карлис Скрастиньш (погиб 2011), латвийский хоккеист.
  - Лив-Грете Шельбрейд, норвежская биатлонистка, 8-кратная чемпионка мира.
- 1975
  - Захар Прилепин, русский писатель, филолог, журналист.
  - Ольга Медведцева, российская биатлонистка, двукратная олимпийская чемпионка, 6-кратная чемпионка мира.
- 1976
  - Беренис Бежо, французская киноактриса.
  - Василий Петренко, российский и британский дирижёр.
- 1977 — близнецы Ломбард (Мартин и Факундо), аргентинские танцоры, актёры и режиссёры.
- 1980 — Мишель Кван, американская фигуристка, 5-кратная чемпионка мира.
- 1984 — Альберто Аквилани, итальянский футболист и тренер.
- 1986 — Пан Вэй, китайский стрелок из пистолета, двукратный олимпийский чемпион.
- 1991
  - Алессо (Алессандро Линдблад), шведский диджей и музыкальный продюсер.
  - Ив Хьюсон, ирландская и американская актриса.
- 1992 — Тони Гаррн, немецкая топ-модель.
- 1993 — Грас Заади, французская гандболистка, олимпийская чемпионка (2020), чемпионка мира и Европы.
- 1999 — Мусса Диаби, французский футболист.

## Скончались
См. также: Категория:Умершие 7 июля

### До XIX века
- 1307 — Эдуард I Длинноногий (р. 1239), король Англии.
- 1572 — Сигизмунд Август (р. 1520), король польский, великий князь литовский.
- 1573 — Джакомо да Виньола (р. 1507), итальянский архитектор позднего Возрождения.
- 1633 — Лев Сапега (р. 1557), белорусский мыслитель, государственный, общественный и военный деятель Великого княжества Литовского.
- 1647 — Томас Хукер[англ.] (англ. Thomas Hooker; р. 1586), основатель Хартфорда, столицы штата Коннектикут, «отец американской демократии».
- 1718 — царевич Алексей (р. 1690), сын и престолонаследник Петра I.
- 1773 — Корнелиус Дауэс[нем.] (нем. Cornelis Douwes; р. 1712), голландский математик, астроном.

### XIX век
- 1816 — Ричард Бринсли Шеридан (р. 1751), англо-ирландский писатель и политик.
- 1840 — Николай Станкевич (р. 1813), русский философ, писатель, поэт, публицист, мыслитель.
- 1865 — казнён Льюис Пауэлл (р. 1844), один из организаторов убийства президента США Авраама Линкольна.
- 1881 — Александр Шпаковский (р. 1823), русский электротехник, изобретатель.
- 1882 — Михаил Скобелев (р. 1843), русский военачальник и стратег, генерал от инфантерии.
- 1892 — Иван Черский (р. 1845), русский геолог, палеонтолог и географ.

### XX век
- 1912 — Артур Хобрехт (р. 1824), прусский политик и государственный деятель.
- 1926 — Фёдор Шехтель (р. 1859), российский архитектор.
- 1930 — Артур Конан Дойль (р. 1859), английский писатель, создатель образа Шерлока Холмса.
- 1933 — покончил с собой Николай Скрыпник (р. 1872), российский революционер-коммунист, в 1918—1919 председатель Совнаркома Украины.
- 1936 — Георгий Чичерин (р. 1872), русский революционер, советский дипломат, нарком иностранных дел (1918—1930).
- 1945 — Саломея Нерис (р. 1904), народная поэтесса Литовской ССР, лауреат Сталинской премии.
- 1956 — Готфрид Бенн (р. 1886), немецкий эссеист, новеллист, поэт-экспрессионист и доктор медицинских наук.
- 1964 — Шарль Бозон (р 1932), французский горнолыжник, чемпион мира (1962).
- 1965
  - Вероника Тушнова (р. 1911), советская поэтесса.
  - Моше Шарет (р. 1894), премьер-министр Израиля (1954—1955).
- 1967 
  - Дороти Паркер (р. 1893), американская писательница, поэтесса, журналистка.
  - Анатолий Мальцев (р. 1909), советский математик, академик АН СССР.
- 1973
  - Макс Хоркхаймер (р. 1895), немецкий философ и социолог.
  - Вероника Лейк (р. 1922), американская актриса.
- 1974 — Леон Шамрой (р. 1901), американский оператор и режиссёр.
- 1976
  - Густав Хайнеман (р. 1889), немецкий политик, федеральный президент Германии (1969—1974).
  - Уолтер Лоуэнфелс[англ.] (р. 1897), американский поэт и публицист.
- 1985 — Игорь Гелейн (р. 1905), кинооператор, заслуженный деятель искусств РСФСР.
- 1986 — Арсений Янкелевич (р. 1905), советский валторнист, педагог, композитор.
- 1999 — Йонас Авижюс (р. 1922), советский и литовский прозаик, народный писатель Литовской ССР.

### XXI век
- 2001 — Мария Гороховская (р. 1921), советская гимнастка, олимпийская чемпионка (1952).
- 2006 — Сид Барретт (р. 1946), английский музыкант и художник, участник группы Pink Floyd.
- 2011 — Юрий Кукин (р. 1932), советский и российский поэт, музыкант, бард.
- 2014
  - Эдуард Шеварднадзе (р. 1928), советский и грузинский политический и государственный деятель, 2-й президент Грузии.
  - Альфредо Ди Стефано (р. 1926), аргентинский и испанский футболист.
- 2018 — Левко Лукьяненко (р. 1928), украинский диссидент, правозащитник, политик и государственный деятель.
- 2025
  - Габор Соморджай (р. 1935), американский химик венгерского происхождения. Труды в основном посвящены химии поверхностных явлений, в том числе с помощью дифракции медленных электронов, и катализу; член Национальной академии наук США (1979), Американской академии искусств и наук (1983).
  - Роман Старовойт (р. 1972), министр транспорта РФ (2024—2025), губернатор Курской области (2018—2024).

## Приметы
- С Ивана Купалы открывался большой покос. Считалось, что травы, собранные в этот день, обладают целебной силой.
- В этот день целебна утренняя роса и всякая вода — речная, колодезная, ключевая[7].
- Дружно — не грузно, а один и у каши загинет. Выходи на косовицу — первый большой покос. Дождливый день — к плохому урожаю.